# Ищенко, Павел Олегович
Павел (Огнеслав) Олегович И́щенко (род. 30 апреля 1992, Петропавловск-Камчатский, Россия) — украинский и израильский боксёр-профессионал, выступающий во второй полулёгкой и в лёгкой весовых категориях. Заслуженный мастер спорта Украины, участник Олимпийских игр (2012), победитель (2013) и бронзовый призёр (2017) чемпионатов Европы, двукратный чемпион Украины (2011, 2012), чемпион Европы среди юношей (2008), бронзовый призёр чемпионата мира среди кадетов (2007) в любителях.
Представлял боксёрский клуб «Украинские атаманы», участвующий в соревнованиях под эгидой WSB, херсонские спортивные общества «Динамо» и «Спартак».
У него есть брат-боксер Мирослав. Первые тренеры — Олег Ищенко и Владислав Мангер.

## Биография

### Любительская карьера
Родился Павел Ищенко в Петропавске-Камчатском. Боксом начал заниматься благодаря отцу, Олегу Ищенко, который был тренером по этому виду спорта. В 9-летнем возрасте Павел вместе с семьёй переехал в Херсон, где Олег Ищенко открыл секцию по боксу, арендовав небольшой спортивный зал в помещении детского сада и обустроив его собственноручно. Юный боксёр тренировался в сложных условиях, возникали постоянные проблемы из-за нехватки средств. Во время выездных соревнований финансов хватало только на питание Павла и проживание в дешёвых апартаментах, где отцу спортсмена приходилось спать на полу.
Первый серьёзный спортивный успех пришёл к Павлу Ищенко в 2007 году, когда он стал бронзовым призёром чемпионата мира среди кадетов в весовой категории до 48 кг. А год спустя украинский боксёр победил на чемпионате Европы среди юношей. В 2011 году Ищенко стал чемпионом Украины в своей весовой категории.
В 2012 году на турнире в турецком Трабзоне, где разыгрывались лицензии на летние Олимпийские игры в Лондоне, Ищенко стал победителем, одолев на пути к первому месту бронзового призёра олимпиады в Пекине Вячеслава Гожана из Молдовы. Таким образом, 20-летний украинский боксер получил олимпийскую лицензию в весовой категории до 56 кг. Однако выступление на Олимпиаде стало для Ищенко слишком скоротечным. В первом же поединке он уступил американскому боксёру Джозефу Диасу со счетом 9:19.
В 2013 году на первенстве Европы в Минске Ищенко завоевал чемпионское звание, в финале победив хозяина соревнований Вазгена Сафарянца

### Профессиональная карьера
В июне 2015 года Ищенко подписал контракт с американской компанией Fight Promotions и перешёл в профессиональный бокс. В том же месяце был подписан контракт с DiBella Entertainment.
18 сентября 2015 в Атлантик Сити, США в дебютном поединке Ищенко нокаутировал во 2-м раунде американца Николаса Родригеса.
В 2017 году возобновил выступления в любительском боксе как гражданин Израиля, выиграл чемпионат Израиля и на чемпионате Европы в Харькове в весовой категории до 60 кг завоевал бронзовую медаль.

### Деятельность вне спорта
Павел Ищенко — выпускник херсонской еврейской школы «Хабад». Взял себе второе имя Огнеслав. Намерен, в качестве благотворительного проекта, открыть студию звукозаписи, где талантливые музыканты смогут бесплатно делать записи своих произведений. Увлекается игрой на барабанах. После окончания херсонского училища физической культуры поступил в Харьковскую юридическую академию имени Ярослава Мудрого. В сентябре 2013 года снял ролик в поддержку здорового образа жизни и в противостояние спортсменам-рейдерам.